# Schaatsbelg
Schaatsbelg is de benaming voor (oorspronkelijk) Nederlandse schaatsers die voor België uitkomen om de kwalificaties en selectiewedstrijden voor de grote schaatstoernooien te omzeilen.
Bart Veldkamp was de eerste schaatser die schaatsbelg genoemd werd. Vanaf 1996 kwam hij, na onenigheid met het bestuur van de Nederlandse Schaatsbond, voor België uit. Dit verloste hem van de concurrentiestrijd in Nederland en stelde hem in staat om zijn eigen trainings- en wedstrijdbeleid op te stellen. André Vreugdenhil volgde in 2000 het voorbeeld van Veldkamp nadat hij zich verschillende jaren op rij niet had weten te plaatsen voor een groot toernooi. Na een periode van afwezigheid achtte hij de afstand tussen zichzelf en de top te groot. Op advies van Veldkamp koos ook hij ervoor om voor België uit te komen. In 2022 besloot Isabelle van Elst uit te komen namens België.

## Varianten
Veldkamp was echter niet de eerste schaatser die uitkwam namens een ander land. Varianten op de Schaatsbelg waren de volgende schaatsers:

### Afkomstig uit Nederland
- Schaatsamerikaan Carlijn Schoutens.
- Schaatscanadees Ted-Jan Bloemen;
- Schaatsdominicaan Manuel Leito[3];
- Schaatsduitser Ingo Bos;
- Schaatsfransman Hans van Helden;
- Schaatsoostenrijkers Marnix ten Kortenaar en Bram Smallenbroek;
- Schaatsportugees Fausto Marreiros;
- Schaatstsjechen Erik Bouwman, Pim Berkhout en Maarten Blanken;
- Schaatszwitsers Ronald en Henriët Bosker

### Afkomstig uit andere landen
- Jennifer Alexa Caicedo Mejía voor Argentinië omdat Colombia geen ISU-lid was. In 2011 kon ze uiteindelijk voor Colombia schaatsen.
- Loukas Patsoulas voor Griekenland